# John Kennedy Toole
John Kennedy Toole (New Orleans, 1937. december 17. – Biloxi, 1969. március 26.) amerikai regényíró, akinek posztumusz megjelent regénye, az A Confederacy of Dunces 1981-ben elnyerte a szépirodalmi Pulitzer-díjat. Másik – első – regénye a The Neon Bible. Bár az irodalmi világban többen dicséretre méltónak érezték írói képességeit, Toole regényeit még életében elutasították. Részben ezen kudarcok miatt paranoiában és depresszióban szenvedett, és 31 évesen öngyilkos lett.
Toole egy középosztálybeli családban született New Orleansban. Édesanyja, Thelma kiskorától kezdve a kultúra megbecsülésére tanította. Édesanyja biztatására Toole 10 évesen színpadi előadóművész lett, képregényes impressziókkal és színészettel. 16 évesen megírta első regényét, a The Neon Bible-t, amelyet később „kamaszként” utasított el.
Toole tudományos ösztöndíjat kapott a New Orleans-i Tulane Egyetemre. A Tulane-i diploma megszerzése után a New York-i Columbia Egyetemen tanult angol nyelvet, miközben a Hunter College-ban tanított. Különböző louisianai főiskolákon is tanított, és akadémikusi pályafutása elején a kari pártkörben nagyra becsülték szellemessége és mimikri tehetsége miatt. Tanulmányai megszakadtak, amikor behívták a hadseregbe, ahol spanyolul beszélő újoncokat tanított a puerto ricó-i San Juanban. Miután megkapta az előléptetést, magánirodájában elkezdte írni A Confederacy of Dunces című regényét, amelyet szülei otthonában folytatott, miután elbocsátották.
Az A Confederacy of Dunces egy pikareszk regény, amely a főhős, Ignatius J. Reilly, egy lusta, elhízott, embergyűlölő, öntörvényű tudós szerencsétlenkedéseit mutatja be, aki otthon él az anyjával. Megveti a modernséget, amely ellen dohos kis szobájába zárva terjedelmes röpiratot ír. Meg kell keresnie a kenyerét, miután édesanyja ittas állapotban balesetet okozott (vagyoni kárral). Egyik munkahelyről másikra, egyik groteszk helyzetből a másikba jut, és odüsszeáján Istent és a világot sértegeti, gyakran utalva Boethius Trost der Philosophie című művére, amelynek szerkezete a regény szervezési elvét is adja. A regény egyértelműen önéletrajzi jellegű. Főleg a másodlagos szereplőkben (Mancuso rendőrfelügyelő, Santa Battaglia, Burma Jones, Dorian Greene) karikírozza a régi New Orleans alsóbbrendűségét. A regény címe Jonathan Swift mondásából ered: "Amikor egy igazi zseni jelenik meg ezen a földön, azt az ellene összeesküdő idiótákról fogod tudni." A regényt a New Orleans-i dialektusok pontos ábrázolásáért méltatják. Toole Reilly-t részben főiskolai professzor barátjára, Bob Byrne-re alapozta. Byrne lompos, különc viselkedése nem volt professzori, és Reilly e tekintetben őt tükrözte. A karakter magán Toole-on is alapult és több személyes élmény is inspirálta a regény egyes részeihez. Míg a Tulane-ben volt, Toole egy barátjánál, mint hot tamale árus, valamint egy családi tulajdonú és üzemeltetésű ruhagyárban dolgozott. Mindkét tapasztalat később bekerült a fikciójába.
Toole benyújtotta a "Dunces"-t a Simon & Schuster kiadónak, ahol eljutott Robert Gottlieb szerkesztőhöz. Gottlieb tehetségesnek tartotta Toole-t, de úgy érezte, regénye lényegében értelmetlen. A többszöri átdolgozás ellenére Gottlieb elégedetlen maradt és miután a könyvet egy másik irodalmár, Hodding Carter Jr. elutasította, Toole félretette a regényt. A depressziótól és az üldöztetéstől szenvedve Toole elhagyta otthonát egy ország körüli utazásra. Megállt a Mississippi állambeli Biloxiban, és azzal vetett véget életének, hogy egy kerti tömlőt vezetett autója kipufogójából az utastérbe. Néhány évvel később édesanyja felhívta Walker Percy regényíró figyelmét az A Confederacy of Dunces kéziratára, aki bevezette a könyvet a nyomtatásba. 1981-ben Toole posztumusz elnyerte a szépirodalmi Pulitzer-díjat.

## A kezdetek
Toole John Dewey Toole, Jr. és Thelma Ducoing Toole gyermekeként született. Thelma nagyanyjának volt Kennedy a neve. A kreol Ducoing család első tagja Franciaországból érkezett Louisianába a 19. század elején, a Tool-ok pedig Írországból vándoroltak Amerikába az 1840-es évek nagy éhínsége idején. Toole apja autókereskedőként dolgozott, anyja pedig, amikor férjhez ment (szokás szerint) tanári munkáját feladni kényszerült, majd zenei, retorikai és drámai magánórákat adott. Toole-t a barátok és a család "Ken"-ként ismerték élete utolsó néhány hónapjáig, amikor is ragaszkodott hozzá, hogy Johnnak hívják. Gyerekkorában erősen rajongott Beulah Matthews, fekete ápolónőjéért, aki vigyázott rá, amikor szülei dolgoztak.
Toole kulturált anyja uralkodó természetű volt, különösen a fiával. Apja kevésbé volt érintett, és néha panaszkodott, hogy nincs befolyása gyermekük nevelésére. Ennek ellenére ő és édesapja a baseball és az autók iránti kölcsönös érdeklődés révén kötődtek egymáshoz. Toole magas pontszámokat kapott az általános iskolában, és fiatal korától kezdve kifejezte azt a vágyát, hogy tudományosan kiváló legyen. Egy hatéves korában végzett IQ-tesztet követően, néhány iskolai osztályt kihagyott.
Amikor tíz éves volt, édesanyja összegyűjtött egy csoport színpadi előadó gyermeket, akiket Junior Variety Performersnek nevezett el. A társulat, melynek főszereplője Toole volt, 50 különböző képességű és korú gyermekből állt. Jó fogadtatásban részesült, és más szórakoztató vállalkozásokban is részt vett, mint például a New Orleans-i Children's Workshop Theatre három produkciójának főszereplője, a Telekids nevű rádióműsor ceremóniamestere, újsághirdetések modellje, valamint a komikus megszemélyesítések egyéni műsorának kidolgozása Great Lovers of the World címmel.
Jóllehet kiváló tanuló volt, Toole lecsökkentette színpadi munkáját, amikor középiskolába lépett (Alcée Fortier High), hogy a tudományos munkájára koncentrálhasson. Írt a Silver and Blue című iskolai újságba, dolgozott a The Tarpon évkönyvön, és számos esszépályázatot nyert olyan témákban, mint a Louisiana Purchase és az American Merchant Marine. Elkezdett vitatkozni, ezt a képességet édesapja használta az állami vitabajnokság megnyerésére, amikor középiskolás volt. Toole olyan civil szervezetek összejövetelein beszélt, mint a Kiwanis és a Rotary Clubs. Toole apja vett neki egy Oldsmobile-t, amelyben Toole 13 évesen újságokat szállított, pedig a törvényes vezetési korhatár 15 év volt. Sok időt töltött középiskolai osztálytársa, Larry McGee otthonában és McGee nővérével, Jane-nel járt. Jane később azt mondta, hogy Toole soha nem akart hazamenni, és szándékosan szinte minden szabadidejét McGees-nél tölti. McGees-szel Toole huncut csínytevésekbe keveredett, és dupla randevúzásra ment Larryvel és barátnőjével, Buzz-zal. A párok gyakran a helyi uszodában töltötték szabadidejüket, vagy Toole autójában cirkálgattak.
Tinédzserként 1954-ben Toole először utazott Louisianából Philadelphiába, New York Citybe és Washington D.C.-be egy terepbejáráson. Különösen élvezte New Yorkot, és megtöltött egy nagyra becsült albumot a látogatásáról készült képekkel (amelyek a New York-i metrórendszeren tett kirándulásokat, hajókirándulást a New York-i kikötőben, a Szabadság-szobor, a kínai negyed és a Times Square meglátogatását tartalmazták).
Toole az iskolaújság hírrovatának szerkesztője lett, és a középiskolában végig magas pontszámot ért el. Számos elismerésben részesült, többek között elnyerte a National Merit Scholarship-et, beválasztotta a National Honor Societybe, és a diákság a legintelligensebb fiúnak választotta. Részt vett a Newman Club nevű katolikus tinédzserszervezetben is, ahol a csoport kiemelkedő tanulójaként díjat nyert. 17 évesen teljes ösztöndíjat kapott a Tulane Egyetemre.
Végső évében Toole megírta a The Neon Bible-t, a déli gótikus fikciók kisregényét, amelyet stílusában Flannery O'Connorhoz, Toole kedvenc szerzőjéhez hasonlítottak. A könyv főszereplője, egy David nevű fiú egykor a családjával élt egy "kis fehér házban a városban, amelynek igazi teteje volt, alatta lehetett aludni, ha esik az eső", mielőtt az apja elvesztette az állását és silány építésű kis házba kényszerítette őket. Az 1940-es években, Mississippiben játszódik, a backwoods baptista közösség környezete hasonló ahhoz a helyszínhez, ahová Toole egykor egy középiskolás barátjával utazott egy irodalmi versenyre. A regény végén hirtelen feltörő erőszakos kitörést az előzményekkel összeegyeztethetetlennek minősítették.
Toole később egy szerkesztővel folytatott levelezése során így írta le a regényt: „1954-ben, 16 éves koromban írtam egy könyvet The Neon Bible címmel, ami egy komor, serdülőkori szociológiai támadás a különböző déli kálvinista vallások által okozott gyűlölet ellen – és a fundamentalista mentalitás az egyik gyökere annak, ami Alabamában stb. történt. A könyv természetesen rossz volt, de azért elküldtem párszor." Nem keltette fel a kiadók érdeklődését, és csak Toole halála után adták ki.

## Főiskolai tanulmányok és professzori állások
A középiskolában Toole, mint az iskolaújság szerkesztője, Fish Tales álnéven írt egy részt pletykákból és szellemeskedésekből, a Tulane-ben pedig az egyetemi újságon, a Hullabaloo-n dolgozott, cikkeket írt és rajzolt. A rajzok kifinomultságukról ismertek. Tulane-ban először mérnök szakot végzett apja javaslatára; néhány hét elteltével azonban angolra cserélte a szakát és azt mondta anyjának, hogy „elvesztem a kultúrám”. Körülbelül ekkortájt Toole egy helyi blueszenekar körül kezdett járni, amely a környék középiskoláiban, valamint a francia negyed és az Irish Channel (Ír-csatorna) környékén lépett fel. Osztálytársai és családja lenézték a francia negyedet, az Ír-csatornát pedig alantas emberek helyének tartották, így Toole titokban tartotta az odautazásait. Legközelebbi barátja Don Stevens gitáros volt, becenevén "Steve Cha-Cha", akivel a blueszene és a Beat költők iránti közös rajongásuk kötötte össze a kapcsolatot. Stevensnek volt egy mellékállása is, egy hot tamale szekeret tolt a városban, és azokon a napokon, amikor nem volt elérhető a munkahelyén, Toole ugrott be helyette. Stevens bandatársa, Sidney Snow szerint Toole imádta enni a tamalét. Toole később ezeket a tapasztalatokat használta fel az A Confederacy of Dunces című regényéhez, amelynek főszereplője, Ignatius J. Reilly hot dog-kocsit tol a városban, és általában megeszi a nyereség nagy részét. Emellett Reillyhez hasonlóan Toole is egy férfiruhát gyártó családi vállalkozásnál, a Haspel Brothersnél dolgozott. J.B. Tonkelnek dolgozott, aki feleségül vette az egyik Haspel lányt. "Ken nagy érdeklődéssel figyelte Haspelék üzleti ügyeit, magába szívta és emlékezett a bajaikra és intrikáikra", később pedig a "Dunces"-ben megalkotta a hasonló Levy Pants Companyt, Gus Levy és felesége pedig a regény jelentős mellékszereplőivé váltak.

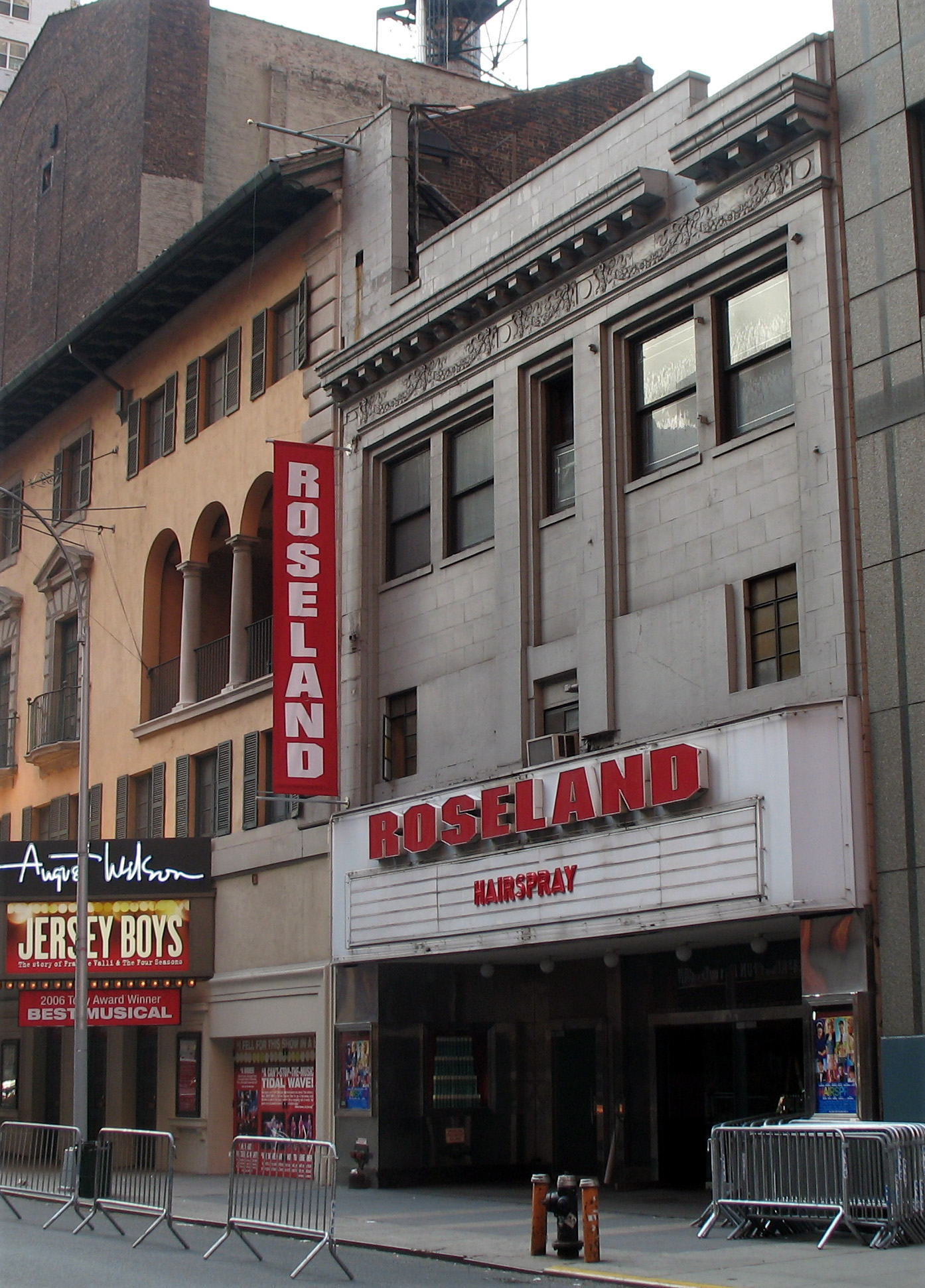
A New York-i Columbia Egyetemi tanulmányai során Toole egyik kedvenc elfoglaltsága az volt, hogy Ruth Kathmann barátnőjével a Roseland Ballroomban táncolt. 2,00 dollárért egész este big band zenére táncolhattak.

1958-ban Toole kitüntetéssel diplomázott Tulane-ban. Beiratkozott a New York-i Columbia Egyetemre Woodrow Wilson ösztöndíjjal, hogy angol irodalmat tanuljon. Nagy megterhelést vállalt, hogy egy év alatt megszerezze a mesterdiplomát. Szabadidejében összejött Ruth Kathmannal, egy másik tulane-i diákkal, aki a Columbiában tanult újságírást. A pár a Roseland Bálterembe ment táncolni, mivel a 2 dolláros belépő lehetővé tette számukra, hogy egész éjjel táncolhassanak, és ez felelt meg korlátozott költségvetésüknek. Toole-t tehetséges táncosnak tartották. Kérdéses, hogy eljegyezték-e egymást, a barátok azt állítják, hogy igen, de Kathmann csak annyit mondott, hogy Toole feleségül kérte, de a lány visszautasította. Miután visszatért New Orleansbe, ritkán látták egymást, és Ruth feleségül ment egy másik férfihoz. Toole az Erzsébet-korabeli költőről, John Lyly-ről írta mesteresszéjét, amit megkönnyített, hogy kitüntetéses diplomamunkáját is a Tulane-on róla írta.
Toole 1959-ben tért haza, hogy egy évet az angol nyelv adjunktusaként töltsön a University of Southwestern Louisiana-n (USL), amelyet már a Lafayette-i Louisianai Egyetemre kereszteltek át. Joel L. Fletcher, egy közeli barátja megjegyezte: "Kennek igazi tehetsége van a mimikában és kifinomult abszurd érzéke... az USL angol fakultása, amely több háborús táborra oszlik, félelmetes és udvarias Kennek harapós komikus tehetsége miatt." Ezt az évet általában élete egyik legboldogabb évének tartják. Míg az USL-ben bérelt egy rozoga lakást egy idős és különc özvegytől a Convent Streeten, Toole "Conradi-metaforában" írta le a lakást barátainak.
Toole-ra állandó kereslet volt, és elment minden olyan bulira, ahol azt mondták: "Bátorították, és néha kényszerítették is, hogy fellépjen, Ken belépett egy tegezekkel felvértezett szobába, tele éles történetekkel és szögesdrótokkal. A közönség elgyengült a nevetéstől, bár nem mosolygott.” Mivel arra spórolt, hogy visszatérjen Columbiába, hogy megszerezze a doktori fokozatát, Toole hírhedt zsugori volt az USL-nél töltött évében. A barátai észrevették ezt, és arra kényszerítették, hogy fizessen és rendezzen bulit az otthonában. A buli sikeres volt, és általában a legjobbnak tartják abban az évben. Ellentétben a távozó, élénk fiatalember képével, amikor Toole anyja meglátogatta, a barátok észrevették, hogy mogorva és visszahúzódó lett. Barátja, Pat Rickels megjegyezte, hogy Thelma "teljesen meg volt győződve arról, hogy hibás, és hogy a világ minden reménye benne van. Ez az anyaság szélsőséges formája volt, ahol minden büszkeséged és minden reményed egy személyben van. fel kellett nőnie ezzel a teherrel. Nagyon hivalkodó, éles, harsány hangú, főnökös, kérkedő nő volt.”

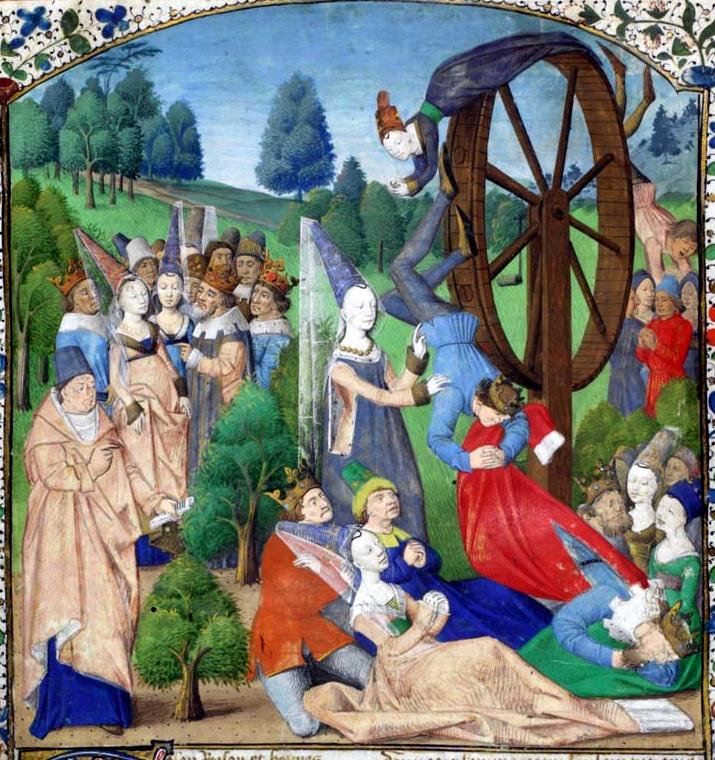
Fortuna Szerencsekerék Boccaccio művének középkori kéziratából. Fortuna, ahogyan Boethius értelmezte a „Filozófia vigasztalása” című művében, Toole „Dunces” főhőse, Ignatius J. Reilly kedvenc témája volt.

Amikor nem tanult, vagy a kari partikon részt vett, Toole gyakran járt vidéki bárokba és sört ivott. Általában Frances Faye énekesnőt hallgatta, akit egyszer már hallott fellépni New Yorkban. Sokszor, miközben barátaival hallgatta a zenéjét, rejtélyesen megjegyezte: "Isten-e Frances Faye?" Ő is lelkes Marilyn Monroe-rajongó volt, akit levert a lány halála, és egyszer úgy jellemezte, hogy az iránta való érdeklődése "eljutott a a megszállottság szakaszába."
1960 májusában Toole hároméves ösztöndíjat fogadott el, hogy doktori fokozatot tanuljon. reneszánsz irodalomban a Washingtoni Egyetemen Seattle-ben. Amikor azonban felkínáltak neki egy tanári állást a New York-i Hunter College-ban, ami megfelelt a Columbia-i tanulmányi vágyának, inkább azt választotta. 22 évesen ő lett Hunter történetének legfiatalabb professzora. Bár a Columbián doktorált, elégedetlen lett a doktori fokozatával. Fletchernek azonban azt írta, hogy továbbra is kedveli a Huntert, "főleg azért, mert az agresszív, álintellektuális, "liberális" lánytanulók folyamatosan mulatságosak." Fletcher azt sejtette, hogy ezekből a lányokból született meg a Dunces-i Myrna Minkoff karaktere. Toole, noha általában csak „karácsonyi és húsvéti templomba járó volt”, volt némi aggodalma néhány tanítványa katolikusellenes intellektualizmusa miatt és amiatt, hogy úgy tűnt, mindig éberen figyelnek egy ügyre, amely mögé liberális buzgalmukat vethetik. Amikor először érkezett vissza New Yorkba, Toole összejött Emilie Dietrich Griffinnel, egy másik louisianaival, akivel együtt dolgozott a Hullabaloo törzsén, majd később egy másik louisianai Clayelle Dalferes-szel, akiről Fletcheren keresztül szerzett tudomást. A pár imádta a mozit, és a randevúzásaik állandó része volt a mozizás. Mindkét nő azt mondta, hogy Toole-al való kapcsolatuk soha nem haladta meg egy jó éjt puszi szintjét.

## Katonai szolgálat
Tanulmányait megszakította, mert 1961-ben besorozták az Egyesült Államok hadseregébe. Toole (aki folyékonyan beszélt spanyolul) két évig szolgált a Puerto Ricó-i Fort Buchananban, ahol angolt tanított spanyolul beszélő újoncoknak. Gyorsan emelkedett a katonai ranglétrán. Kevesebb mint egy év alatt elérte az őrmesteri rangot, és számos kitüntetést kapott. Miközben Puerto Ricóban szolgált, gyakran beutazta a Karib-térséget, akár egyedül, akár társasága tagjaival. Toole azonban rettegni kezdett a katonai élet frusztrációitól és Puerto Rico nyomasztó hőségétől. Az ott végzett munkáját egy barátjának írt levelében írta le:
 A gyakornokok október végi érkezése nagyon elfoglalt; Az itteni angol programok "dékánjaként" elvesztem a teszteredményekben és az átlagokban, valamint a fájdalmasan bonyolult hadseregpolitika és intrikák útvesztőjében. Meglehetősen erős vagyok a magam kis módján, és jobban irányítom a személyzetet és általában az ügyeket, mint azt valaha is hittem volna; magántelefonon felveszem a kapcsolatot a főhadiszállással, embert váltok ide-oda, várok, hallgatok, tervezek. Biztos vagyok benne, hogy itt hagyom a feladatomat egy teljesen őrült zsarnoknak, akinek a civil élet nem létezik. A maga őrült módján ez nagyon szórakoztató... Egy év Puerto Ricóban töltött év után (november 25-én) azt tapasztalom, hogy az év pozitívumai felülmúlják a negatívakat. Bár ez nagy közhelynek tűnik, elmondhatom, hogy rengeteget tanultam az emberekről és természetükről – olyan információkat, amelyeknek korábban is örültem volna. A magam furcsa módján „meteorikusan” emelkedtem fel a hadseregben anélkül, hogy valaha is tisztességes kilátásom lettem volna a katonai életre; de úgy érzem, hogy az én nagyon sajátos megbízatásom volt az oka. Maga Puerto Rico őrültsége és valószerűtlensége mindig is érdekes volt, mert nem volt ellenállhatatlan. (Attól tartok, ellentmondások vannak ebben a mondatban). Kérlek írj. Ken.
A sziget katonáinak egyik kedvenc tevékenységével is foglalkozott: az alkoholfogyasztással. A bázison a katonák és az oktatók is túlzottan ittak, mivel az alkohol olcsó és bőven volt. Toole egy másik, Fletchernek írt levelében megjegyezte: "Jelen pillanatban itt mindannyian rohadunk. A csökkent sorozás miatt június óta nincs gyakornok... az itteni inaktivitás, valamint az esős és az idegesítő nyár az ivás és a tehetetlenség szakadékába sodorta az angol oktatókat. Időnként valaki a tengerpartra vagy San Juanba küszködik, de itt marad a maxima: "Túl meleg van." Amikor 1961 decemberében Emilie Griffin meglátogatta, megdöbbent attól, amit látott. Toole kifejezetten depressziós volt, és amikor egy helyi szállodában étkezett, megjegyezte, hogy "az asztalunk minden oldalán az ablakok tökéletes szivárványokkal voltak tele. Ken egy sötét zugban ült, körülvéve ezekkel a ragyogó színű boltívekkel, és soha nem nézett rájuk." Toole rémületét tovább növelte, hogy a tulane-i osztálygyűrűje eltűnt, és az egész bázist átkutatta, mindenkit kikérdezett, mígnem arra a következtetésre jutott, hogy ellopták. Undorodva írta haza: "Csoda, hogy még nem szúrtak ki és nem bénítottak meg bélbetegségek ezen az őrült kis földrajzi hegycsúcson, amely a Karib-tengerből kiemelkedik. A gyűrű elvesztése azonban minden körülmények között mélyen érint."
Toole katonai pályafutásának korai szakaszában az egyik elsődleges motivációja az előrelépéshez egy magánhivatal megszerzése volt. A magánélet jelentős luxusnak számított a szigeten, mivel néhány férfi a közeli szállodákban bérelt szobákat, hogy egy kis magányos időt tölthessen el. Toole katonatársa, David Kubach kölcsönadott neki egy zöld, svéd gyártású Halda írógépet, hogy az irodájában használja. A laktanya kizárólag főiskolai végzettségű angol professzorokból állt, ami a szokásos katonai társaságoktól eltérő felállást adott. Szinte az összes többi katonai laktanyával szemben, ahol a melegek titokban tartották szexuális irányultságukat, volt egy nyíltan meleg kontingens, amely homoszexualitásukat fitogtatta. A meleg férfiak a laktanya egy részét fenntartották maguknak, és mivel nem ajánlottak fel egyetlen oktatót sem, magukra maradtak. A meleg férfiaknak ez a csoportja azonban lényegesen többet ivott, mint a csoport többi tagja, és végül hangos, lármás és vulgáris viselkedést tanúsított, ami feszélyezte a hetero férfiakat. Toole válasza az volt, hogy figyelmen kívül hagyta a viselkedésüket, és ezzel elvesztette néhány laktanyában tartózkodó férfi tiszteletét. A probléma akkor bontakozott ki, amikor egy meleg oktató öngyilkosságot kísérelt meg APC (aszpirin, fenacetin és koffein) tabletták túladagolásával, miután egy másik katona elutasította. Amikor Toole megtalálta a férfit, fél órát várt, hogy segítséget hívjon, remélve, hogy magától felébred. Barátja, Kubach azt mondta, hogy ez rosszul jönne a katonának, nagy valószínűséggel hadbíróság elé állítanák egy öngyilkossági kísérlet miatt. Néhány katonatársa dühös lett, és tanácskoztak arról, hogy jelentsék-e Toole hanyagságát. Végül nem jelentették a viselkedését és a hadsereg soha nem emelt vádat, de sok férfival való kapcsolata visszavonhatatlanul megváltozott.
Az incidens után Toole visszahúzódott, és egyre több időt töltött az irodájában azzal, hogy gépelje mesterművét, az A Confederacy of Dunces-t. Nem volt titok, hogy Toole könyvet ír. Késő este katonatársai gyakran hallhatták az írógép billentyűinek hangját. Bár a többiek között titkolózott a regényt illetően, Toole megmutatta Kubachnak a korai részeket, aki pozitív visszajelzést adott neki. Ez idő tájt Kubachot áthelyezték, és magával vitte az írógépét is, így Toole kénytelen volt megvenni a sajátját. Később megjegyezte, hogy ebben az időszakban kezdett "Ignatius módjára beszélni és viselkedni", ahogy egyre jobban elmerült a könyv megalkotásában. A szüleinek 1963. április 10-én írt levele a következő hasonlóságokat mutatja:
 Ma délután meglátogatott minket Bogart tábornok (ellenőrzött inkább, senki nem "látogat" hozzánk), a Karib-térség parancsnoka, az úr, aki a leghangosabb amellett, hogy elküldjön minket Puerto Ricóból. Őszintén remélem, hogy sikerül... Meglepődtem, amikor Charlie Ferguson [Toole középiskolai osztálytársa] sorát láttam a New Orleansról szóló cikkben; néhány éve végzett a Tulane jogi karán. A cikk egyébként nagyon rosszul volt megírva; egy részét szinte fájdalmas volt olvasni. Azt hittem, tudna ennél jobbat is csinálni. Az írás minősége azonban egységesen gyerekes és ügyetlen. Nagyon rosszul szerkesztett cikk.

## Hazatérés és a "Dunces" befejezése
Toole felmentést kapott, mivel szülei nehéz gazdasági időket éltek át, apja süketséggel, valamint egyre gyakoribb irracionális félelemmel és paranoiával küszködött. Toole alig várta, hogy hazajöjjön, és beszélgessen az anyjával. Visszautasította azt az ajánlatot, hogy visszatérjen a Hunter-i posztjára, és tanári állásba ment a Dominican College-ban, egy katolikus, kizárólag női iskolában. Kezdetben tetszett neki ez a pozíció, mivel ez lehetővé tette számára, hogy mindössze heti 10,5 órát tanítson, és ugyanazt a szabadidőt biztosította számára, mint a szolgálatban eltöltött kevésbé aktív időszakokban. A kar apácái kezdettől fogva szerelmesek voltak Toole-ba, jó modorúnak, előkelőnek és elbűvölőnek tartották. Szabadidejét arra fordította, hogy a regényén dolgozzon, és zenész barátjával, Sidney Snow-val eltöltött egy kis időt Snow otthonában az Irish Channel-nél, és különböző éjszakai klubokban, ahol megnézte Snow és bandatársai előadását, többek között a The Beatles dalainak feldolgozásait. John F. Kennedy 1963. novemberi meggyilkolása miatt Toole súlyos depresszióba esett. Abbahagyta az írást, és sokat ivott. 1964 februárjában folytatta az írást, ekkor adott egy befejezést, és elküldte a kéziratot Simon & Schusternek.
Az A Confederacy of Dunces-t "nagyszerű komikus fúgaként" írták le, és a huszadik századi déli irodalom egyik meghatározó alkotásaként tartják számon. Dicséreteket kapott a különböző New Orleans-i dialektusok pontos használatáért, beleértve a Yat dialektust. A főhős, Ignatius J. Reillyről szól, egy lusta, elhízott, öntörvényű filozófusról, aki édesanyjával él. A Reilly család Ignatius által okozott korai anyagi kudarca után édesanyja arra kényszeríti, hogy különféle alantas munkákban keressen munkát, hogy anyagilag segítse a háztartást, amiért folyamatosan neheztel rá. Ezt követően több vállalkozáson áll bosszút a vélt csínyekért. Felkelésre buzdítja a fekete munkásokat a Levy Pants Companynál, több hot dogot eszik, mint amennyit elad, és megpróbál feloszlatni egy sztriptízbárt. Útja során különböző szereplőkkel találkozik, köztük Myrna Minkoffal, egy lázadó szocialista értelmiségivel, akivel folyamatos irodalmi levelezést folytat. Bár Reilly részben Toole különc barátjáról, Bob Byrne-ről készült, Byrne és mások kijelentették, hogy Reilly nagyrészt valójában Toole mintája:
 Ken Toole furcsa ember volt. Extrovertált és magánakvaló volt. És ez nagyon nehéz. Erős... vágya volt, hogy elismerjék. ... de erős az elidegenedés érzése is. Ignatius Reillyben ez van.
A könyv végül eljutott Robert Gottlieb vezető szerkesztőhöz, aki rábeszélte az akkor még ismeretlen Joseph Hellert, hogy fejezze be a Catch-22 című regényt. Gottlieb és Toole kétéves levelezésbe és párbeszédbe kezdett a regényről, ami végül mindkét oldalon keserű csalódást okozott. Míg Gottlieb kétségtelenül tehetségesnek érezte Toole-t, nem volt elégedett a könyvvel annak eredeti formájában. Úgy érezte, van egy alapvető hibája, amelyet egy korai levélben kifejtett Toole-nak:
 Úgy tűnik, hogy megérti a problémát – a fő problémát –, amivel kapcsolatos, de úgy gondolja, hogy a következtetés meg tudja oldani. Mégis több kell. Nemcsak a különféle szálakat kell feloldani; mindig kényelmesen összeköthetők. Aminek meg kell történnie, az az, hogy mindvégig erősnek és értelmesnek kell lenniük – nem pusztán epizodikusnak, majd szellemesen összehúzottnak, hogy minden úgy nézzen ki, mintha jól jött volna. Más szóval, mindennek, ami a könyvben van, van egy pontja, egy igazi lényege, nem csak a mulatságnak, amely kénytelen kitalálni magát.

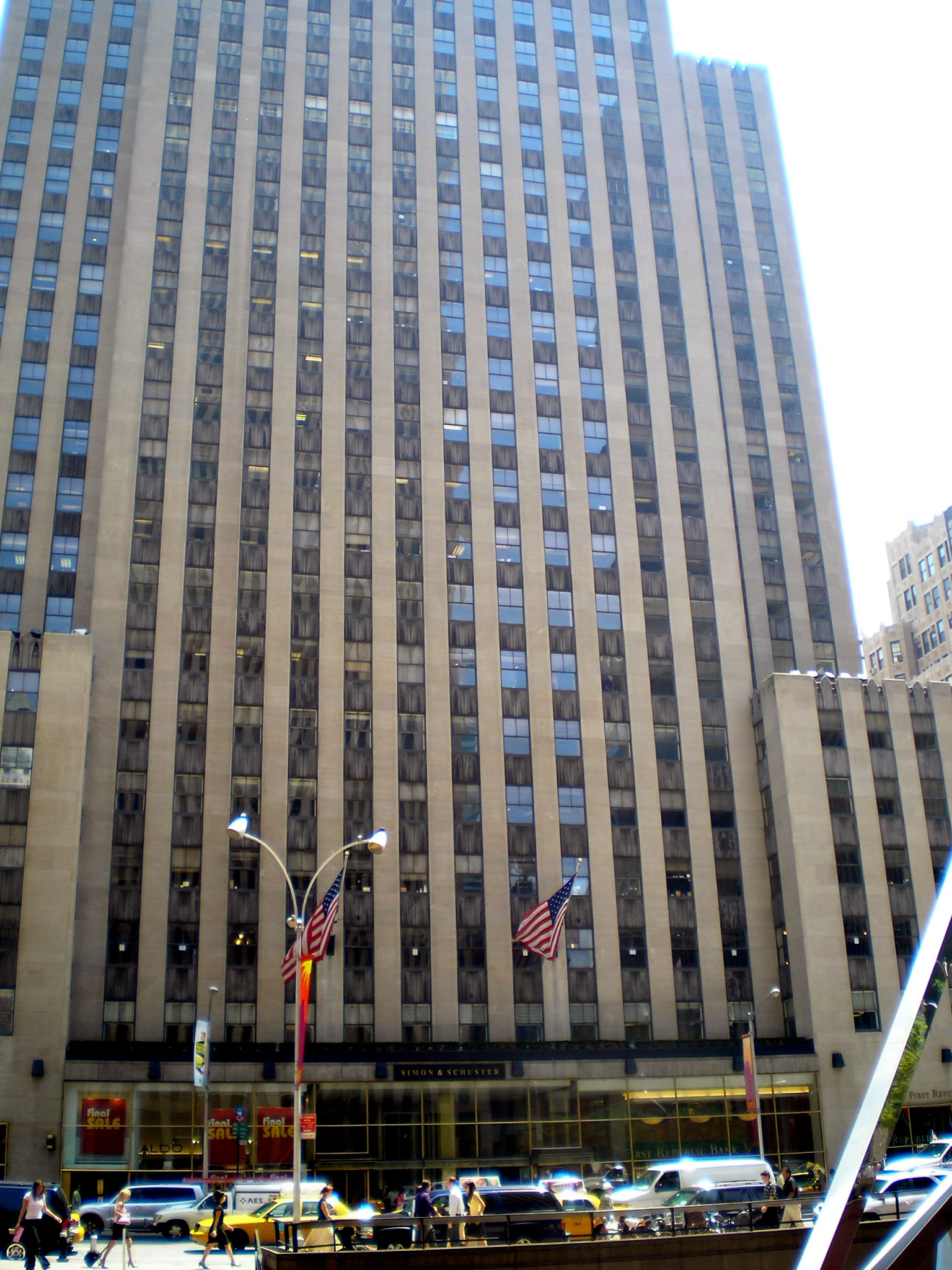
Toole előre be nem jelentett utazást tett, hogy személyesen találkozzon Robert Gottlieb szerkesztővel a Simon & Schuster épületében New Yorkban 1965 februárjában. Amikor megtudta, Gottlieb a városon kívül volt, Toole megalázva érezte magát.

Kezdetben, bár Toole csalódott volt amiatt, hogy a regényt nem lehet úgy kiadni, ahogy van, áradozott, hogy egy jelentős kiadó érdeklődik iránta. Második évébe lépett a dominikan-i tanszéken, mint a személyzet egyik kedvenc új professzora. A diákok csodálkoztak az eszén, Toole pedig egész osztályokat nevettetett meg, miközben alig mutatott mimikát. Soha nem mesélt újra egy történetet vagy viccet, sok ismétlődő tanítványa volt. Nem sokkal az 1964-es karácsonyi szünet előtt Toole levelet kapott Gottliebtől. Ebben Gottlieb megjegyezte, hogy megmutatta a regényt Candida Donadiónak, egy irodalmi ügynöknek, akinek ügyfelei között volt Joseph Heller és Thomas Pynchon. Gottlieb elmondta Toole-nak, hogy úgy érzik, hogy „... gyakran vadul vicces, viccesebb, mint szinte bárki más”. Ezenkívül szerették a könyv ugyanazon részeit és szereplőit, és nem szerették ugyanazokat a részeket. Gottlieb felsorolt olyan dolgokat, amelyekkel nem tetszett neki a könyvet befejezni:
 De mindezt félretéve, van egy másik probléma is: hogy a könyvnek minden csodálatosságával együtt – még jobban megtervezett (és még jobban megrajzolható) – nincs oka; ez egy zseniális feltalálási gyakorlat, de ellentétben a Catch-22-vel és a Mother Kisses-szel és a többivel, valójában nem szól semmiről. És ez az, ami ellen senki nem tehet semmit.
Később a levélben Gottlieb kijelentette, hogy továbbra is hisz Toole-ban, mint íróban, és ragaszkodni kíván a kézirathoz, hátha ő vagy Toole képes lesz kikerülni ellenvetéseit. Toole úgy döntött, hogy az lenne a legjobb, ha Gottlieb visszaküldi a kéziratot, és azt mondta: „Néhány törléstől eltekintve nem hiszem, hogy igazán sokat tehetnék a könyvvel – és persze még a revíziók ellenére sem lehet elégedett.” Toole New Yorkba utazott, hogy személyesen lássa Gottliebet; azonban a városon kívül volt, és Toole csalódottan tért vissza. Úgy érezte, kellemetlen helyzetbe hozta magát azzal, hogy egy zavaros, kényelmetlen beszédet mondott, amelyben elmagyarázta helyzetét Gottlieb egyik irodai alkalmazottjának. Úgy tért haza, hogy hagyott egy cetlit Gottliebnek, hogy hívja fel, és később egy órát beszélgettek telefonon. Ebben a beszélgetésben Gottlieb megismételte, hogy további revízió nélkül nem fogadná el a regényt. Azt javasolta, hogy Toole térjen át valami más megírására, amelyet Toole végül elutasított.
Egy hosszú, részben önéletrajzi levélben, amelyet 1965 márciusában küldött Gottliebnek, Toole kifejtette, hogy nem mondhat le a könyvről, mivel a regényt nagyrészt személyes megfigyelésből írta, és mert a szereplők valódi embereken alapulnak, akiket életében látott.
 Nem akarom kidobni ezeket a karaktereket. Vagyis újra fogok dolgozni a könyvön. Amióta visszakaptam, nem tudtam belenézni a kéziratba, de mivel valami a lelkemből van a dologban, nem hagyhatom, hogy megrohadjon próbálkozás nélkül.
Gottlieb írt neki egy bátorító levelet, amelyben ismét kijelentette, hogy Toole-t nagyon tehetségesnek érzi (még saját magánál is tehetségesebbnek), és ha Toole újra benyújtaná a kéziratot, továbbra is "olvasna, újraolvasna, szerkesztene", talán publikálná, általában megbirkózik vele, amíg eleged van belőlem. Mit mondhatnék még?" 1966 elején Toole írt Gottliebnek egy utolsó levelet, amelyet soha nem sikerült megtalálni. Gottlieb 1966. január 17-én írt neki, és levelezésüket egy levéllel fejezte be, amelyben megismételte érzéseit a könyvvel kapcsolatban, és kijelentette, hogy újra el akarja olvasni, amikor Toole újabb revíziót készített.

## Utolsó évek

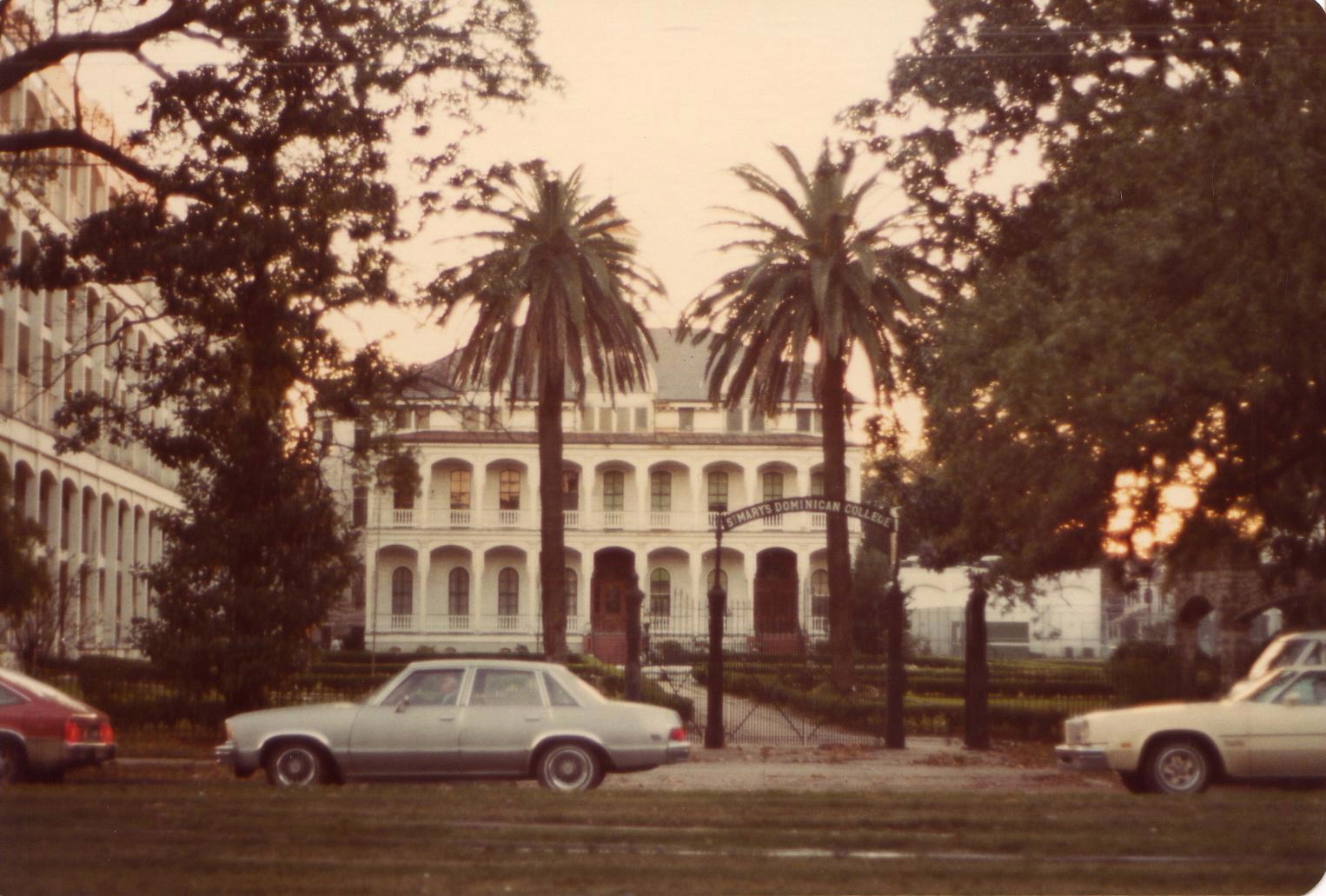
Tool angolt tanított a Dominican Collegeban New Orleansban 1963 őszétől 1968 őszéig. Kezdetben dominikan-i diákjai csodálkoztak szellemességén és komikus tehetségén. Később, amikor mentális problémákkal küzdött, viselkedése megdöbbentette őket.

Toole óriási személyes csapásnak vette a könyv szándékolt formájában való elutasítását. Végül abbahagyta a "Dunces"-en való munkát, és egy időre a hálószobája szekrényének tetején hagyta. Továbbra is a Dominican egyetemen tanított, ahol továbbra is a diákság kedvence maradt, órái rendszeresen megteltek a hivatalos regisztráció előtt. Humoros előadásai különösen népszerűek maradtak a hallgatók körében. Megpróbált egy másik regényen dolgozni, melynek címe The Conqueror Worm (A hódító féreg), amely Edgar Allan Poe azonos című versében a halálra utal, de nem talált békét otthon. Toole anyja rávette, hogy vigye el a "Dunces"-t Hodding Carter Jr.-hoz, aki jól ismert volt a Delta Democrat Times riportereként és kiadójaként a Mississippi állambeli Greenville-ben, és egy szemesztert a Tulane-ben tanított. Carter kevés érdeklődést mutatott a könyv iránt, de megdicsérte. A Carter által alkalmazott személyes visszautasítás Toole-t még inkább kétségbeesésbe sodorta.
Eltekintve néhány autóúttól a wisconsini Madisonba, ahol David Kubach katonatársa volt, Toole élete utolsó három évének nagy részét otthon töltötte és csak azért ment el, hogy a Dominican-ba menjen. 1967 telén Kubach, aki azért jött, hogy meglátogassa Toolét, felfigyelt arra, hogy Toole-ban megnövekedett a paranoia; Egyszer, amikor New Orleans környékén közlekedett, Toole meg volt győződve arról, hogy követik őt, és megpróbálta lerázni a mögötte lévő autót. A család egy nagyobb bérelt házba költözött a Hampson Streeten, és Toole folytatta a tanítást. A diákjai észrevették, hogy stílusa fanyarabb lett. Továbbra is sokat ivott és sokat hízott, ami miatt egy teljesen új ruhatárat kellett vásárolnia. Gyakori és heves fejfájása volt, és mivel az aszpirin nem segített, orvoshoz fordult. Az orvos kezelése szintén hatástalan volt, azt javasolta Toole-nak, hogy forduljon neurológushoz, ezt az ötletet azonban elutasította.

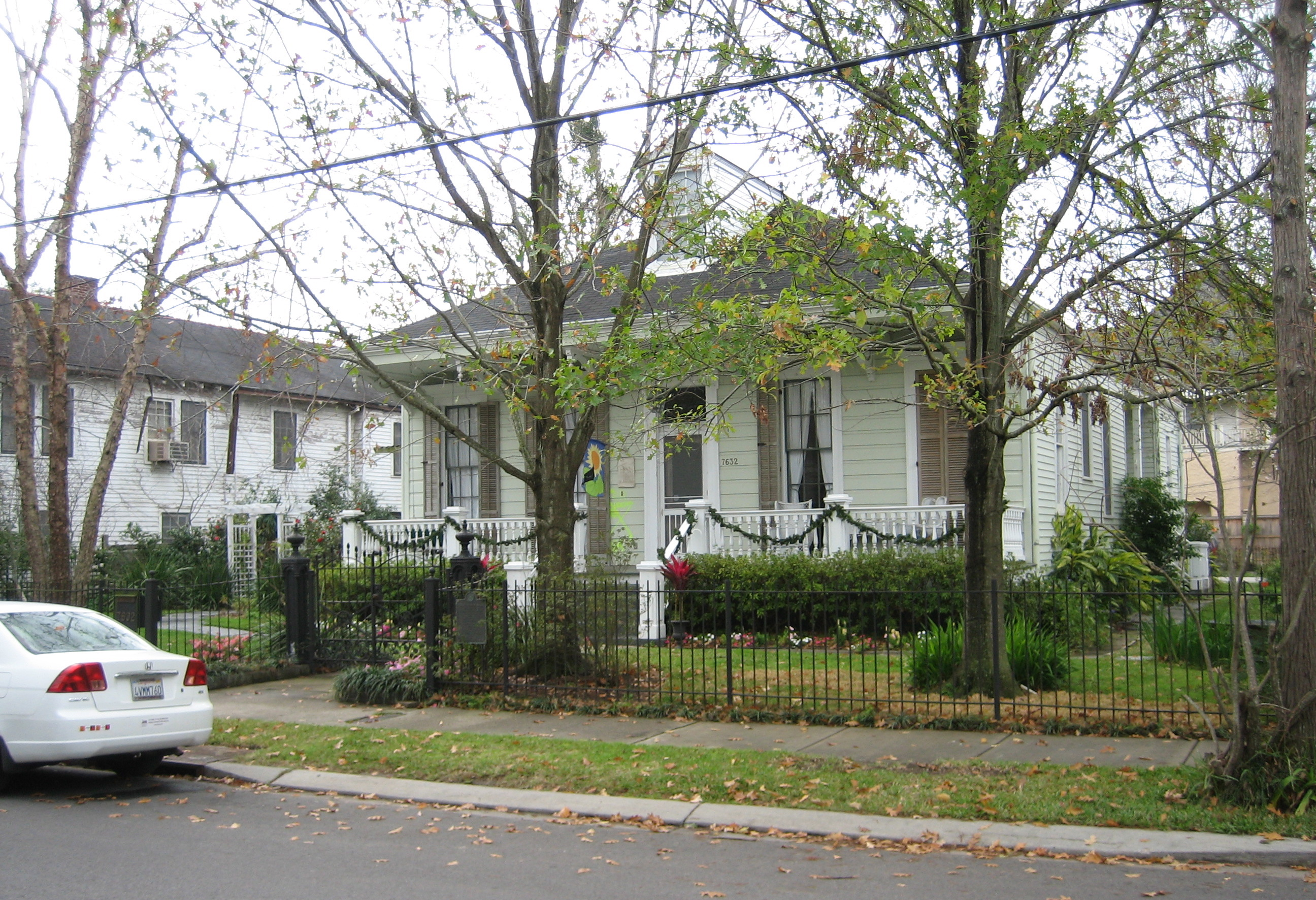
Toole ebben a házban élt New Orleans Carrollton negyedében, miközben a Dominican-on nyelven tanított.

Toole megpróbálta megőrizni a normalitás érzését, és 1968 őszén beiratkozott Tulane-ba, abban a reményben, hogy megszerzi a doktori fokozatot. Elvégzett egy tanfolyamot Theodore Dreiserről, akiről a Hunternél tartott előadásokat, és különösen érdekelte Dreiser szoros kapcsolata édesanyjával, valamint katolikusellenes meggyőződése. Robert F. Kennedy és Martin Luther King Jr. 1968-as meggyilkolása tovább fokozta a gyász érzését és fokozta paranoiáját. Több régi barátja is észrevette, hogy egyre jobban érzi a személyes üldözést. Toole 1968 augusztusában meglátogatta barátját, Bob Byrne-t otthonában, ahol ismét szomorúságát és megaláztatását fejezte ki amiatt, hogy könyve nem jelenik meg. Elmondta Byrne-nek, hogy az emberek késő este mentek el otthona mellett és dudáltak rá az autójukkal, hogy a diákok a háta mögött suttogtak róla, és az emberek összeesküdtek ellene. Byrne beszélgetett vele és úgy érezte, egyelőre megnyugtatta.
Az öngyilkossága előtti hónapokban Toole, aki általában rendkívül jól ápolt volt, "borotválatlanul és fésületlenül kezdett megjelenni a nyilvánosság előtt, tisztítatlan cipőt és gyűrött ruhát viselt, New Orleans-i barátai és diákjai ámulatára." a paranoia jeleit is mutatta, többek között azt mondta barátainak, hogy egy nő, akiről tévesen azt hitte, hogy a Simon & Schusternek dolgozott, azt tervezte, hogy ellopja a könyvét, hogy férje, a regényíró, George Deaux saját nevén kiadhassa azt.
Toole a dominikan-i előadásai során egyre ingadozóbbá vált, és az egyház és az állam elleni háborgásának adott hangot, aminek következtében a hallgatók gyakran panaszkodtak. 1968 őszi szemeszter vége felé kénytelen volt szabadságot kivenni, és abbahagyta a tulane-i órákon való részvételt, aminek eredményeként hiányos osztályzatot kapott. Toole-ék 1968 karácsonyát káoszban töltötték Toole apjával, aki egyre súlyosabb demenciában szenvedett, Toole pedig elektronikus gondolatolvasó eszközök után kutatott otthon.

## Halála
Amikor Toole 1969 januárjában nem tudta újra betölteni pozícióját a Dominican-nál, az iskolának másik professzort kellett felvennie. Ez nagyon felzaklatta az anyját, és 1969. január 19-én borzalmas végső vitát folytattak. Másnap megállt a ház előtt, hogy felvegyen néhány dolgot, és csak az apjával beszélt, mivel Thelma kint volt az élelmiszerboltban. Utoljára elment otthonról, és 1500 dollárt (2021-ben 11 100 dollárnak felel meg) kivett megtakarítási számlájáról. Egy hét múlva felhívta a rendőrséget, de a hollétére vonatkozó bizonyítékok nélkül vették fel a jelentést és várták, amíg előkerül. Thelma meg volt győződve arról, hogy Toole barátai, Rickelék tudják, hol van, többször is felhívták őket, bár ők tagadták, hogy tudnák, hová ment.

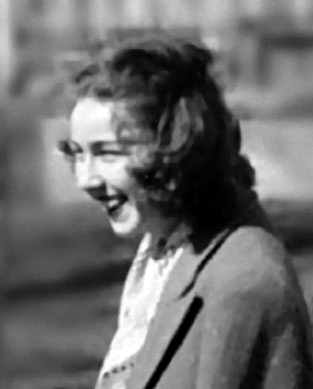
Toole Flannery O'Connor tisztelője volt. Nem sokkal öngyilkossága előtt Toole megpróbálta felkeresni az elhunyt írónő otthonát.

A Toole autójában talált tárgyak arra utaltak, hogy Kaliforniába hajtott, ahol meglátogatta a Hearst családi kastélyt, majd a Georgia állambeli Milledgeville-be ment. Itt valószínűleg megkísérelte meglátogatni Andalúziát, Flannery O'Connor elhunyt író otthonát, bár a háza nem volt nyitva a nagyközönség számára. Ezt egy New Orleans felé vezető autózás követte. Ezen út során állt meg a Mississippi állambeli Biloxi előtt, és 1969. március 26-án öngyilkosságot követett el úgy, hogy a kipufogócsőből egy kerti tömlőt vezetett be az autója ablakán. Autója és személye kifogástalanul tiszta volt, és az őt megtaláló rendőrök arról számoltak be, hogy az arcán nem látszott szorongás jele. Az autóban talált borítékon a „szüleimnek” felirat szerepelt. A borítékban lévő levelet édesanyja semmisítette meg, aki később különböző homályos beszámolókat adott annak részleteiről. Egy alkalommal azt mondta, hogy kifejezte az iránta érzett "aggodalmaskodását", majd később azt mondta a Times-Picayune interjúalanyának, hogy a levél "bizarr és ostoba. Erőszakos. Balszerencsés. Balszerencsés. Semmi. Őrült őrjöngés." A New Orleans-i Greenwood temetőben temették el. Néhány évvel korábban Toole katonatársát, David Kubachot pontosan arra a helyre vitte, ahol később öngyilkos lett. Mivel a helyszín nem volt figyelemre méltó, Kubach nem értette, miért vitte őt Toole oda. Szüleire hagyott egy 2000 dolláros életbiztosítást (2021-ben 14 800 dollárnak felel meg), több ezer dollár megtakarítást és az autóját. Temetése zártkörű volt és csak a szülei és gyermekkori dajkája, Beulah Matthews vettek részt rajta. A Dominican Főiskola diákjai és oktatói szomorúak voltak Toole halála miatt, és az iskola megemlékezést tartott neki a főiskola udvarán. A Dominican vezetője rövid laudációt tartott; mivel azonban az intézmény katolikus volt, öngyilkosságát soha nem említették.

## Posztumusz publikációk
Toole halála után Thelma Toole két évre depresszióba esett, és a "Dunces" kézirata egy szekrény tetején maradt fia egykori szobájában. Ezután elhatározta, hogy kiadja, mert úgy gondolta, hogy ez alkalom lesz arra, hogy bebizonyítsa fia tehetségét. Öt éven keresztül hét kiadónak küldte el, és mindegyik elutasította azt. „Minden alkalommal, amikor visszajött, meghaltam egy kicsit” – mondta. 1976-ban azonban tudomást szerzett arról, hogy Walker Percy író a New Orleans-i Loyola Egyetem oktatója lett. Thelma telefonhívások és levelek kampányába kezdett, hogy rávegye Percy-t, hogy olvassa el a kéziratot. Ahogy fogyott a professzori mandátum ideje, Thelma benyomult az irodájába, és követelte, hogy olvassa el a kéziratot. Kezdetben habozott, de Percy beleegyezett, hogy elolvassa a könyvet, hogy megállítsa a zaklatást. Bevallotta, reméli, hogy olyan rossz lesz, hogy néhány oldal elolvasása után el tudja vetni. Végül is szerette a könyvet, és hitetlenkedve kommentálta:
 Ebben az esetben olvasok tovább. És tovább. Először az elsüllyedő érzéssel, hogy nem volt elég rossz felhagyni, aztán egy kis érdeklődéssel, majd egyre növekvő izgalommal, végül pedig hitetlenséggel; biztos nem lehetett, hogy ennyire jó.
Annak ellenére, hogy Percy rajongott a könyvért, a kiadáshoz vezető út még mindig nehéz volt. Több mint három évbe telt, míg több fél érdeklődését próbálta meg felkelteni iránta. A Confederacy of Dunces a Louisiana State University Press kiadónál jelent meg 1980-ban, és Percy írta az előszót. Javaslatára Toole könyvének első vázlatát minimális szerkesztéssel, jelentős átdolgozás nélkül adták ki. Az első kiadás mindössze 2500 példányban jelent meg, és ezek közül jó néhányat elküldtek Scott Kramernek, a 20th Century Fox egyik vezetőjének, hogy Hollywoodban bemutatják, de a könyv kezdetben csekély érdeklődést váltott ki. A regény azonban nagy figyelmet keltett az irodalmi világban. Egy évvel később, 1981-ben Toole posztumusz elnyerte a szépirodalmi Pulitzer-díjat. A könyv végül több mint 1,5 millió példányban kelt el, 18 nyelven. 2019-ben a PBS show "The Great American Read" című műsora "Dunces"-t az 58. helyre sorolta (100-ból) Amerik legkedveltebb könyve listájában.
Toole egyetlen másik regénye, a The Neon Bible 1989-ben jelent meg. 1995-ben játékfilmmé adaptálták Terence Davies rendezésében, ami rosszul szerepelt a pénztáraknál, és vegyes kritikai fogadtatásban részesült.
A Parks and Recreation című tévésorozat sztárja, Nick Offerman szerepelt az A Confederacy of Dunces című, 2015. november 11-én debütált és december 13-ig futott színházi előadásban, amelyet Jeffrey Hatcher adaptált és David Esbjornson rendezett. A darabot a bostoni Huntington Színházban állították színpadra.
2016-ban a New York-i Midtown Nemzetközi Színházi Fesztiválon debütált Vivian Neuwirth Mr. Toole című darabja, amelyet Toole életének, halálának eseményei, majd az A Confederacy of Dunces kiadása ihletett.
Thelma Toole szívóssága az A Confederacy of Dunces kiadási kísérleteiben olyannyira intenzív volt, hogy számtalan kéziratot terjesztettek, így nehéz meghatározni, melyik az „eredeti”. A Loyola Egyetem New Orleans-i és a Tulane Egyetem archívuma egyaránt igényt tart a kézirat korai változataira.

## Könyvei
- A Confederacy of Dunces (LSU Press, Baton Rouge 1980; Penguin Classics, London 2006.) ISBN 0-14-102346-5
  - Tökfilkók szövetsége – Cartaphilus, Budapest, 2006 · ISBN 9637448438 · Fordította: Göncz Árpád
- The Neon Bible (Grove Press, New York 1989.) ISBN 0-8021-1108-4
  - A neonbiblia – Cartaphilus, Budapest, 2008 · ISBN 978-963-266-067-7 · Fordította: Pék Zoltán

## Fordítás
- Ez a szócikk részben vagy egészben  a   John Kennedy Toole című angol Wikipédia-szócikk fordításán alapul.  Az eredeti cikk szerkesztőit annak laptörténete sorolja fel. Ez a jelzés csupán a megfogalmazás eredetét és a szerzői jogokat jelzi, nem szolgál a cikkben szereplő információk forrásmegjelöléseként.